# Пиерицидин А
Пиерицедин A — ингибитор НАДН-дегидрогеназы, подавляет транспорт электронов в дыхательной цепи переноса. Кроме того, он ингибирует фотосистему II, конкурируя с пластохиноном за связывание в сайте QB.